# Calocybe readii
Calocybe readii är en svampart som först beskrevs av G. Stev., och fick sitt nu gällande namn av E. Horak 1971. Calocybe readii ingår i släktet Calocybe och familjen Lyophyllaceae.   Inga underarter finns listade i Catalogue of Life.